# Retropinnidae
Los retropínidos (Retropinnidae) son una familia de peces de agua dulce y marinos, distribuidos por ríos de Australia y Nueva Zelanda.
La mayoría de ellas tienen comportamiento anádromo, por lo que pueden encontrarse tanto en el mar como remontando los ríos.
Se caracterizan porque poseen una aleta adiposa, una aleta caudal bifurcada con 16 radios ramificados y ausencia de línea lateral. El abdomen presenta una pequeña quilla entre la aleta media y el ano.

## Géneros y especies
Existen seis especies válidas, agrupadas en tres géneros y dos subfamilias:
- Subfamilia Prototroctinae:
  - Género Prototroctes :
    - Prototroctes maraena Günther, 1864
    - Prototroctes oxyrhynchus Günther, 1870

- Subfamilia Retropinninae:
  - Género Retropinna :
    - Retropinna retropinna (Richardson, 1848)
    - Retropinna semoni (Weber, 1895)
    - Retropinna tasmanica McCulloch, 1920

  - Género Stokellia :
    - Stokellia anisodon (Stokell, 1941)